# 3. korpus (Avstro-Ogrska)
3. korpus je bil korpus avstro-ogrske skupne vojske, ki je bil aktiven med prvo svetovno vojno.

## Zgodovina
Ob pričetku prve svetovne vojne je bil korpus zadolžen za območje Štajerske, Koroške, Istre, Trsta, Gorice in Gradiške. Naborni okraj korpusa je obsegal: Celje, Gradec, Celovec, Ljubljano, Maribor in Trst.
Korpus je sodeloval v avstro-ogrski kazenski ekspediciji leta 1916 proti italijanskim položajem na Južnem Tirolskem..

## Organizacija
April 1914
- 6. pehotna divizija
- 28. pehotna divizija
- 3. konjeniška divizija
- 3. poljskoartilerijska brigada
- 4. trdnjavska artilerijska brigada
- Poveljstvo vojne luke Pulj
- 3. oskrbovalna divizija

## Poveljstvo
Poveljniki
- nadvojvoda Albrecht Avstrijski: november 1849 - september 1851
- Paul von Airoldi: september 1851 - februar 1853
- Anton Csorich von Monte Creto: februar 1853 - januar 1856
- Edmund zu Schwarzenberg: januar 1856 - oktober 1859
- nadvojvoda Ernst Avstrijski: oktober 1859 - avgust 1866
- Gustav Wetzlar von Plankenstern (v.d.): avgust - september 1866
- Ladislaus Szápáry: avgust - oktober 1878

- ukinjen
- Franz Kuhn von Kuhnenfeld: januar 1883 - julij 1888
- Anton von Schönfeld: julij 1888 - september 1889
- Wilhelm von Württemberg: september 1889 - oktober 1891
- Wilhelm von Reinländer: oktober 1891 - april 1897
- Eduard von Succovaty von Vezza: april 1897 - april 1907
- Oskar Potiorek: april 1907 - april 1910
- Karl Schikofsky: april 1910 - april 1911
- Ernst von Leithner: april 1911 - januar 1914
- Emil Colerus von Geldern: januar 1914 - marec 1915
- Josef Krautwald von Annau: marec 1915 - januar 1918
- Hugo Martiny von Malastów: januar - november 1918

Načelniki štaba
- Michael Lausch: november 1849 - februar 1853
- Anton Krzisch: februar 1853 - april 1854
- Alfons Spaczer: april 1854 - marec 1859
- Adolf von Catty: marec 1859 - marec 1860
- Georg von Kees: marec 1860 - marec 1861
- Josef von Döpfner: marec 1861 - december 1864
- Adolf von Catty: januar 1865 - julij 1866
- Wilhelm Popp von Poppenheim: julij - september 1866
- Hugo Milde von Helfenstein: avgust - december 1878
- Emil Probszt von Ohstorff: januar 1883 - oktober 1885
- Karl Hoch: oktober 1885 - december 1887
- Paul Lukic: december 1887 - februar 1890
- Felix von Orsini und Rosenberg: februar 1890 - oktober 1893
- Karl von Pfiffer: oktober 1893 - april 1899
- Karl von Kirchbach: april 1899 - december 1900
- Friedrich Eckardt-Francesconi von Tiefenfeld: december 1900 - april 1906
- Karl Scotti: april 1906 - marec 1911
- Richard Müller: marec 1911 - marec 1915
- Josef Trauttweiler von Sturmheg: marec - junij 1915
- Georg Karg von Bebenburg: junij 1915 - november 1918